# Les Enfants du paradis
Les Enfants du paradis és una pel·lícula francesa de l'any 1945 dirigida per Marcel Carné i protagonitzada per Arletty i Jean-Louis Barrault.

## Argument
La vida és així. Els filòsofs pensen en la mort i les senyores en l'amor. 
París, 1840. Al Boulevard du Crime es creuen les existències i sentiments de la gent, molts d'ells relacionats amb el món del teatre i les varietats. La tombaire i bonica Garance (Arletty) coneix a un artista de mim, Baptiste Deburau (Jean-Louis Barrault), que la salva d'ésser arrestada per la policia. Baptiste ha descobert que el veritable lladre és Pierre François Lacenaire (Marcel Herrand). Garance s'enamora de Baptiste, però es fa amant d'un aspirant a actor, Frédérick Lemaître (Pierre Brasseur). Més tard, accepta ésser protegida pel ric comte Édouard de Montray (Louis Salou), deixant la ciutat. Torna cinc anys després. Tant Baptiste com Frédérick han triomfat. Al Boulevard du Crime es vessarà sang.

## Context històric i artístic
Les Enfants du paradis és un ben emparamentat fresc d'època en què, a manera de vivificativa crònica romàntica de finals de segle xix, s'evoquen àmbits, tipus i costums irrecuperables. D'aquesta esplaiant i captivadora pel·lícula, en són protagonistes un grup de personatges heterogenis i entranyables: pispes, paràsits socials, nobles, noies maques, artistes sense sort i còmics i mims del teatre de varietats. Gent tocada per la gràcia de viure i la fortuna de relacionar-se en llibertat. Els trobem al parisenc Boulevard du Crime, bressol del teatre popular francès, un lloc ornamentat amb cançons melodioses i atapeït de passions, cobdícies, gelosies, desenganys, llàgrimes i rialles. Còmplices en el propòsit de vincular el teatre amb la vida, el poeta i guionista Jacques Prévert va traçar el caràcter psicològic i moral dels personatges, mentre que el cineasta Marcel Carné, que també fou bon lector d'Honoré de Balzac i Victor Hugo, dimensionaria les formes estètiques i artístiques d'aquesta pel·lícula del 1945, obra mestra absoluta del realisme poètic francès. Cal destacar la refulgent tasca interpretativa del quartet principal, i encara més Arletty, dolça heroïna romàntica del cinema francès de l'època. I cal fer esment del formidable equip d'escenògrafs i decoradors, format per Raymond Gabutti, Léon Barsacq i Alexandre Trauner, el gran mestre de la direcció artística.
Obra capital de desenllaç tràgic, fou rodada als estudis de la Victorine, avui anomenats Studios Riviera, de Niça durant el període de l'ocupació hitleriana i de bon principi va ésser dividida en dues parts: Le boulevard du crim i L'homme blanc. S'estrenaria amb apoteòsica acceptació popular, en coincidència amb l'Alliberament de París durant la Segona Guerra Mundial. En algunes trobades cinematogràfiques ha estat considerada la millor pel·lícula francesa de tots els temps.

## Curiositats
- Un gran nombre de membres de la Resistència francesa va treballar en el rodatge d'aquesta pel·lícula a fi d'amagar-se dels nazis que ocupaven França.[2]
- El títol del film es refereix a les persones que seien a la part superior del teatre, ja que els seients eran significativament més barats que els de baix i ocupats per les classes socials més baixes.[2]
- El rodatge es va completar en un breu període abans del Dia D i el director (després d'haver previst la distribució de la pel·lícula en aconseguir-se l'Alliberament de França de l'ocupació nazi) va disposar de tres còpies amagades en tres lloc diferents: un dipòsit del Banc de França, una caixa de cabals de Pathé Cinema i una casa de pagès a la Provença.[2]
- Pierre Renoir, fill de Pierre-Auguste Renoir, va substituir l'actor Robert Le Vigan (Jéricho al film) després que aquest darrer va ésser detingut per ésser un col·laborador dels nazis.[2]
- Alexandre Trauner i el compositor Joseph Kosma -tots dos jueus- van haver de treballar en la clandestinitat i presentar llurs idees a través d'intermediaris durant el rodatge a causa de l'ocupació nazi de França. No obstant això, quan la pel·lícula fou estrenada a la primavera del 1945 i França ja havia estat alliberada pels aliats, els seus noms foren inclosos en els títols de crèdit.[2][3]
- Quan Itàlia va caure sota els nazis, els coproductors italians van abandonar el projecte, la qual cosa va provocar un buit financer.[2]
- El productor francès original va haver de retirar-se del projecte quan fou investigat pels nazis.[2]
- Fou distribuïda als Estats Units com una mena de versió d'Allò que el vent s'endugué (Victor Fleming, 1939).[2]
- Garance diu en un moment de la pel·lícula que ella va posar per al pintor Jean Auguste Dominique Ingres, un pintor neoclàssic francès conegut pels seus retrats i representacions d'esdeveniments històrics i mítics.[2]
- Les frases que Frédérick Lemaître llegeix en veu alta a Madame Hermine al llit són de l'obra de teatre de William Shakespeare Otel·lo (acte 5, escena 2).[2]
- Fou la pel·lícula més cara mai feta a França fins a aquell moment.[2]

## Premis i nominacions

### Nominacions[4]
- Oscar al millor guió original (Jacques Prévert)